# Kamienica przy ul. Jainty 12 w Bytomiu
Kamienica przy ul. Jainty 12 w Bytomiu – murowana kamienica z 2 połowy XIX wieku w Bytomiu, wpisana do rejestru zabytków nieruchomych województwa śląskiego .
Kamienica wybudowana została przed rokiem 1873 w stylu neorenesansowym. Jest to trzykondygnacyjny budynek, którego elewacja frontowa powyżej parteru wykończona jest białą cegłą glazurowaną. Nad oknami pierwszego piętra oraz nad parterem umieszczone zostały naczółki z symetrycznymi płaskorzeźbami zwanymi „herbami piekarzy”. Przedstawiają one w środkowej części tarczę z wypiekami oraz po prawej i lewej stronie rogi obfitości. Na rogach tarczy umieszczone zostały snopy zboża. 
Na parterze znajdowała się piekarnia i pomieszczenia handlowe. W 1892 roku został przebudowany parter, a w 1908 roku wymieniono elewację na znaną obecnie. W 1983 roku zostały odnowione płaskorzeźby. 
Wyposażenie sklepu na parterze kamienicy, tj. XIX-wieczny piec kaflowy z secesyjnym detalem, boazeria i posadzki z płytek ceramicznych zostało wpisane 9 stycznia 1985 roku do rejestru zabytków ruchomych województwa śląskiego pod numerem B/588/85 .
16 września 1987 kamienica została wpisana do rejestru zabytków nieruchomych województwa śląskiego pod numerem A/1351/87 .
Przez wiele lat budynek był niezagospodarowany. W 2007 roku kamienica została kupiona przez prywatnego inwestora oraz wyremontowana. W październiku 2013 roku w kamienicy otwarto sklep spożywczy Biedronka.